# Cavaliere polacco
Il cavaliere polacco è un dipinto a olio su tela (116,8x134,9 cm) realizzato nel 1655 circa dal pittore Rembrandt Harmenszoon Van Rijn, di cui conserva traccia della firma "RE". Fa parte della Frick Collection di New York.
Il soggetto è ignoto: si tende ad identificarlo con un cavaliere polacco perché il dipinto faceva parte di una collezione polacca. Si tratterebbe, secondo alcuni storici, di un Lisowczycy, forza di cavalleria leggera mercenaria polacca operante in Europa al tempo della Guerra dei Trent'Anni.